# Hogeschool PXL

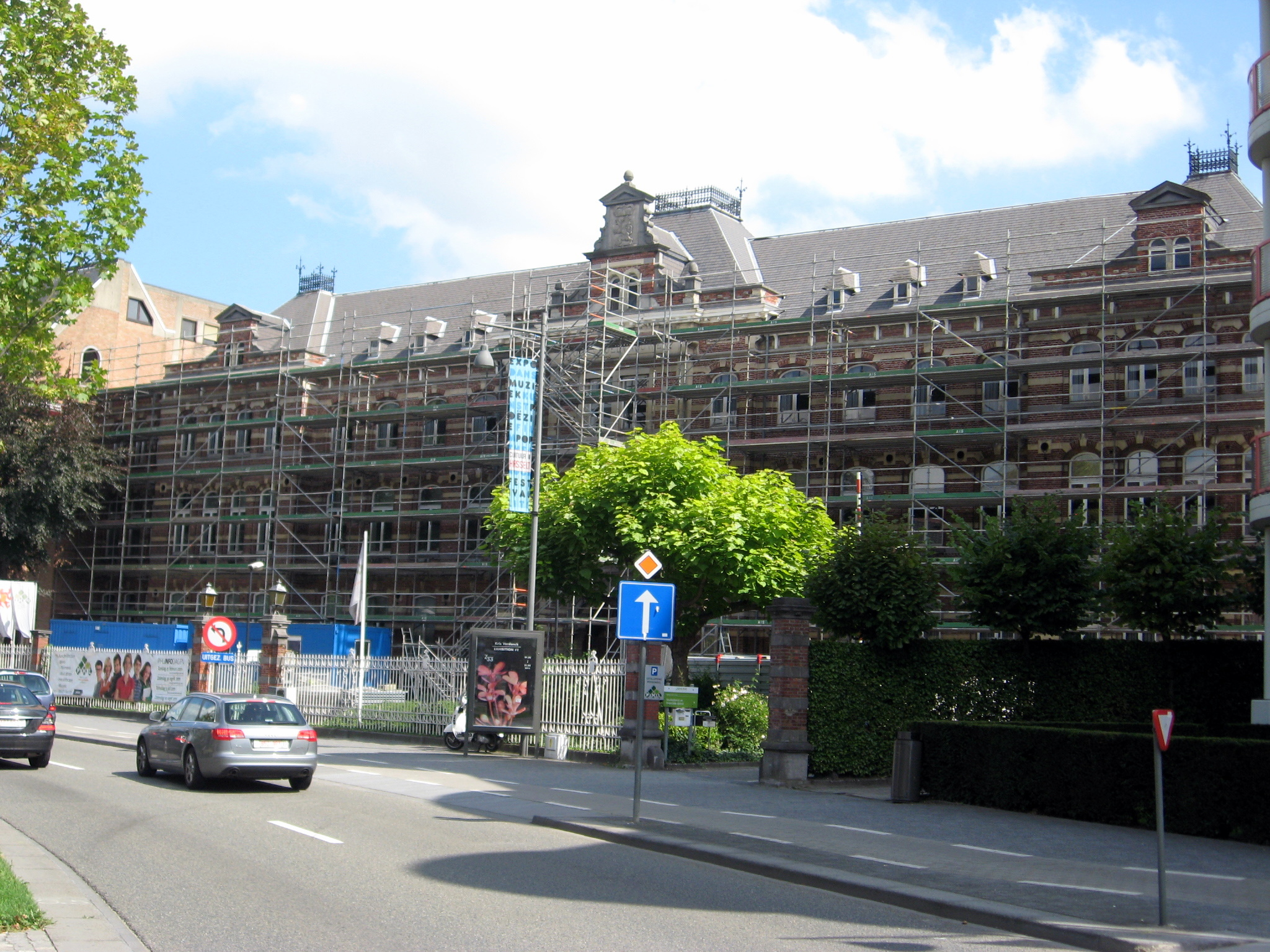
Provinciale School voor Vroedvrouwen aan de Guffenslaan

Hogeschool PXL is een hogeschool in Belgisch-Limburg, verdeeld in negen departementen, met 6 campussen verspreid over de gemeenten Hasselt, Genk en Diepenbeek. Daarnaast maken zij gebruik van het Mediahuis, Corda Campus, Clavis en Centrum Duurzaam Groen. Het is een zelfstandige hogeschool met een openbaar en actief pluralistisch karakter, elk onderwijsnet is daarbij vertegenwoordigd in de Raad van Toezicht. De hogeschool behoort samen met de Universiteit Hasselt tot de Associatie Universiteit-Hogescholen Limburg, en heeft een strategisch samenwerkingsverband met de Associatie KU Leuven. 

## Geschiedenis
Via rechtsvoorgangers gaat de geschiedenis van Hogeschool PXL terug tot 1 april 1837. Toen werd een eerste cursus voor vroedvrouwen ingericht in Limburg, nadat de provincie werd verplicht om een vroedvrouwenschool aan het moederhuis te hechten. Tegenwoordig worden er geen kinderen meer geboren in het Oud Moederhuis aan de Hasseltse Guffenslaan, maar is het nog steeds de thuisbasis van de opleidingen gezondheidszorg.
De XIOS Hogeschool Limburg ontstond in 1995 als Hogeschool Limburg bij de fusie van de hogescholen HOBOH, HPIGOH en IGHL in Hasselt en HORAMA in Diest. In 2005 werd naam veranderd naar het acroniem XIOS, wat stond voor eXpertisecentrum voor Industrie, Onderwijs en Samenleving en een vertaling was van de missie van de hogeschool. De Mijnbouwschool was de oudste rechtsvoorganger van deze hogeschool.
De Provinciale Hogeschool Limburg (PHL) was rond 1995 ontstaan door fusie van het Provinciaal Instituut voor Verpleegkunde, het Provinciaal Hoger Handelsinstituut, de Provinciale Landbouwschool van Tongeren, de Provinciale Hogeschool voor Kunst en Architectuur, en de Provinciale normaalschool. In deze sectoren bood de PHL meerdere opleidingen aan op het niveau Bachelor en Master. De school telde voor de fusie meer dan 4000 studenten en ongeveer 500 personeelsleden.
Hogeschool PXL ontstond op 1 oktober 2013 na de fusie tussen de XIOS Hogeschool Limburg en de Provinciale Hogeschool Limburg. Beide hogescholen ontstonden in 1995 als gevolg van het hogescholendecreet van 1994. In heel Vlaanderen fuseerden hogescholen en werd het onderwijslandschap grondig hertekend. Heel wat academische opleidingen verhuisden van de hogescholen naar de universiteiten. De opleidingen Industriële wetenschappen (XIOS), Architectuur (PHL), Interieurarchitectuur (PHL) en Revalidatie en Kinesietherapie (PHL) werden overgeheveld naar de Universiteit Hasselt.

## Benaming
In de zomer van 2012 werd een wedstrijd georganiseerd om een naam voor deze nieuwe hogeschool te vinden. Via een website konden deelnemers stemmen of een voorstel doen. Op 3 september 2012 koos een jury voor de naam met de meeste stemmen: Hogeschool PXL. De letters verenigen PHL en XIOS op een creatieve manier, en kunnen volgens Hogeschool PXL meerdere betekenissen dragen. Voor de buitenwereld wil Hogeschool PXL duidelijkheid verschaffen met de uitleg: PXL = Professionals & Excellence. Hogeschool PXL richt zich op het opleiden van echte professionals die de X-factor bezitten, waarbij de letter X de kern van hun naam en het streven symboliseert. 

## Opleidingsaanbod
Hogeschool PXL biedt verschillende opleidingen aan, waaronder 18 graduaatsopleidingen, 20 bacheloropleidingen en 3 masteropleidingen. Daarnaast zijn er 42 verschillende afstudeerrichtingen en 3 bachelor-na-bacheloropleidingen beschikbaar. Ook biedt de hogeschool 36 postgraduaatprogramma's aan.

## Departementen
Hogeschool PXL is opgesplitst in verschillende departementen die elk een bepaald studiegebied vertegenwoordigen. De hogeschool heeft volgende departementen:
- PXL-Business
- PXL-Digital
- PXL-Education
- PXL-Green&Tech
- PXL-Healthcare
- PXL-MAD School of Arts
- PXL-Media&Tourism
- PXL-Music
- PXL-People & Society

## Faciliteiten Hogeschool PXL

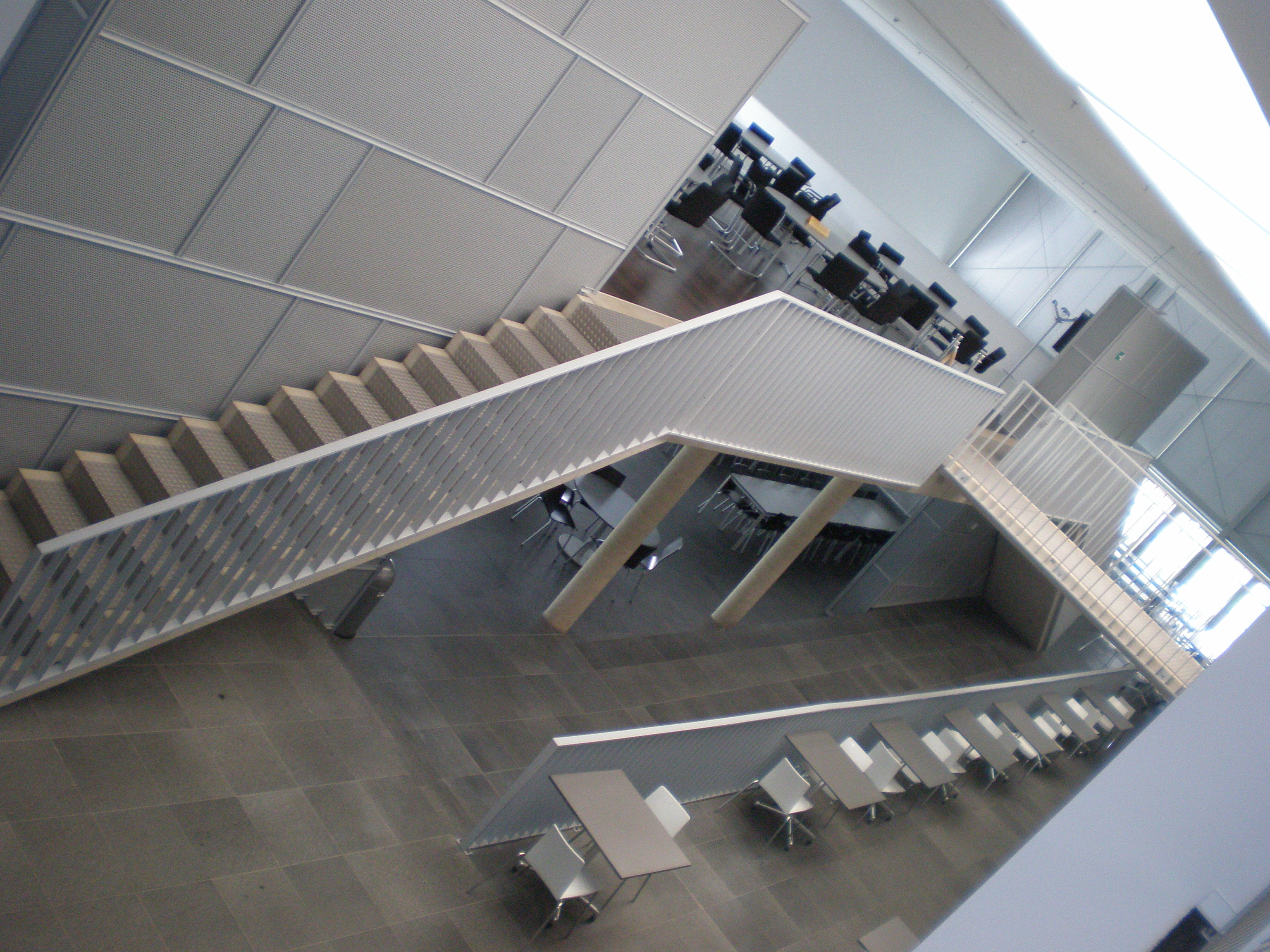
Restaurant Campus Elfde-Linie

Op de campus Elfde-Linie zijn onder meer de centrale bibliotheek, de bookshop en de diensten studentenzaken en studentenvoorzieningen te vinden. Het grootste studentenrestaurant is eveneens op deze campus gelegen. Ook de campussen Vildersstraat en Diepenbeek beschikken over een studentenrestaurant en bibliotheek.